# ام‌اس‌تی‌سی
ام‌اس‌تی‌سی (انگلیسی: MSTC) شرکت دولتی فولاد هندی است، که در سال ۱۹۶۴ توسط دولت هند تأسیس شد.